# Budakhan Mindphone
Albums de Squarepusher
Music Is Rotted One Note
(1998) Selection Sixteen
(1999)
Budakhan Mindphone est un mini-album du musicien et compositeur de musique électronique Squarepusher, sorti le 1er mars 1999 chez Warp Records.
Il est dans les mêmes tonalités que son prédécesseur, Music Is Rotted One Note et est souvent classé comme un EP en raison de sa brièveté relative : la couverture se réfère pourtant à lui comme "un mini-album".
Il a atteint la 183e place du classement UK Albums Chart.

## Liste des titres
| A1. | Iambic 5 Poetry | 5:31 |
| A2. | Fly Street      | 4:52 |
| A3. | The Tide        | 4:25 |

| B1. | Splask             | 3:08 |
| B2. | Two Bass Hit (dub) | 3:32 |
| B3. | Varkatope          | 4:09 |
| B4. | Gong Acid          | 4:49 |